# Gruppe 42
Die Gruppe 42 (tschechisch Skupina 42) war eine tschechische Künstlervereinigung. Die avantgardistische Gruppierung vereinte bildende Künstler und Literaten und wurde 1942 gegründet. Programmatisch orientierte sie sich an der Ästhetik des städtischen Alltagslebens.

## Programm
Die Gruppe wurde vornehmlich durch Zivilismus, Kubismus, Futurismus und Konstruktivismus geprägt, mit einzelnen Elementen des Surrealismus und Existenzialismus. Die Vertreter der Gruppe waren technikbegeistert und daraus folgte eine auf Städte und Technologie konzentrierte Ausrichtung der künstlerischen Tätigkeit. Grundlage war das Leben eines einfachen Menschen in der Stadt.
Das Grundprogramm war auf „die Stadt“ ausgerichtet, das bedeutet Stadtbereiche und das Leben in Städten, das Leben der einfachen Arbeiter. Dies stand im Gegensatz zu den bisher von Dichtern und Literaten heroisch beschriebenen Leben auf dem Land. Die Stadt war nach dem Verständnis der Mitglieder der Gruppe, die sich die Gedanken von Martin Heidegger zu eigen machte, der Ort, der uns formt und deformiert. Es war nicht die Verzauberung durch die Technik wie im Konstruktivismus oder Futurismus, es war das Jetzt und Heute, was die Autoren inspirierte, auch die Erkenntnis, dass uns die Technik viele Vorteile und Bequemlichkeiten verschafft, auf der anderen Seite aber auch missbildet. Eine weitere Komponente war ein metaphysischer Einfluss, eine mythologische Stadtlandschaft, in der keine Feen und Wassermänner das Geschehen beeinflussen, sondern Straßenkehrer, Friseure und Fabrikarbeiter. Das brachte die Gruppe in die Nähe des Realismus.

## Geschichte
Die Formierung der Gruppe reicht zurück bis in die Jahre 1938/39 zurück, geprägt durch die Zeit des Protektorats und des Zweiten Weltkrieges, jedoch mit Erfahrungen aus der Vorkriegszeit, so dass sich die Werke nicht nur mit den Kriegszeiten beschäftigten. Die ersten Mitglieder fanden im Jahr 1940 zueinander.
Die Tätigkeit der Gruppe wurde nach dem Februarumsturz 1948 durch die Kommunisten verboten, Einflüsse auf die tschechische Kunst und Literatur lassen sich jedoch noch später nachweisen.

## Mitglieder und Vertreter
Theoretiker
- Jindřich Chalupecký
- Jiří Kotalík

Dichter
- Jiří Kolář
- Ivan Blatný
- Jiřina Hauková
- Josef Kainar
- Jan Hanč

Schriftsteller
- Zdeněk Němeček

Maler
- František Hudeček
- Kamil Lhoták
- Karel Souček
- Jan Kotík
- Jan Smetana
- Bohumír Matal
- František Gross

Bildhauer
- Ladislav Zívr

Photographen
- Miroslav Hák